# 다닐루 페르난두 아벨라르
다닐루 페르난두 아벨라르(Danilo Fernando Avelar, 1989년 6월 9일 ~ )는 브라질의 축구 선수로 현재는 캄페오나투 브라질레이루 세리이 A의 코린치앙스에서 뛰고 있다.